# 谭家街道
谭家街道，是中华人民共和国陕西省西安市未央區下辖的一个乡镇级行政单位。

## 行政区划
谭家街道下辖以下地区：
谭家社区、渭滨街社区、红旗社区、百花园社区、百花社区、红旗村、团结村、帽耳冢村、三家庄村、谭家村、十里铺村、赵村、呼沱寨村和红方红村。